# Лиственничная (приток Шегмаса)
Лиственничная — река в России, течёт по территории Удорского района Республики Коми и Лешуконского района Архангельской области. Правый приток реки Шегмас.
Длина реки составляет 25 км.

## Данные водного реестра
По данным государственного водного реестра России относится к Двинско-Печорскому бассейновому округу, водохозяйственный участок реки — Мезень от истока до водомерного поста у деревни Малонисогорская. Речной бассейн реки — Мезень.
Код объекта в государственном водном реестре — 03030000112103000044961.